# جوي (فلم)
جوي (بالإنجليزية: Joy) هو فيلم سيرة ذاتية ودراما كوميدية صادر نهاية عام 2015 من تأليف وإخراج ديفيد أو. راسل وبطولة جنيفر لورانس وبرادلي كوبر وروبرت دي نيرو..

## القصة
يحكي الفيلم قصة عائلة عبر أربعة أجيال ويركز على الفتاة جوي (جينيفر لورانس) التي تصبح مؤسسة لأعمال ضخمة ومؤثرة في بلدها وتركز أيضًا على الخيانة والغدر، وفقدان البراءة، وجروح الحب التي تملأ الطريق في مشوار جوي الإنساني حتى تصبح قائدة حقيقية للأسرة والمشاريع التي تقتحم بها عالم التجارة الذي لا يرحم. حلفاء يصبحون خصومًا، وخصوم يصبحون حلفاء، سواء داخل الأسرة وخارجها، حتى تصل جوي إلى ما أصبحت عليه. «جوي» التي تناضل من أجل تحقيق حلمهم بتقديم اختراعها للعالم في وقت عليها تحمل ظروفها الأسرية ورعاية وتربية ثلاثة أبناء.

منذ اللحظة الأولى يأخذنا فيلم «جوي» إلى حكاية تلك الصبية المشبعة بالأمل والتحدي وأيضا الموهبة في الاكتشاف ولكن الظروف الأسرية واهتمامها بأطفالهم وتربيتهم وتعليمهم تجعلها أمام تحديات أكبر من أن يتحملها الإنسان العادي الذي سرعان ما يسقط مستسلما.
وتحاول «جوي» أن تذهب بذلك الحلم والاختراع الذي اكتشفته ويلبي أولا احتياجاتها كربة بيت وهي الحصول على مكنسة عالية الجودة وقليلة الكلفة.

ومن أجل ذلك الحلم تخوض كم من المعارك من لإقناع زوجها ووالدها الذي يجسده في الفيلم النجم القدير «روبرت دي نيرو» وأيضا صديقة والدها التي تقوم بدورها إيزابيلا روسوليني والتي تمثل الدعم المادي الأساسي وأيضا مدير إحدى الوكالات المتخصصة بالترويج عبر الإنترنت الذي يقدم شخصيته النجم برادلي كوبر.

## الإنتاج
حينما قرأت النجمة الأميركية جينيفر لورانس سيناريو فيلم «جوي» والذي يتناول القصة الحقيقية لـ «جوي منغانو» التي اخترعت ما أطلق عليه في الولايات المتحدة بـ «المكنسة العجيبة» للمخرج ديفيد أو. راسل الذي كان قد كتب السيناريو بالتعاون مع ناني مملو.

وأبدت جينيفر لورنس إعجابا كبيرا بشخصية «جوي» التي تناضل من أجل تحقيق حلمهم بتقديم اختراعها للعالم في وقت عليها تحمل ظروفها الأسرية ورعاية وتربية ثلاثة أبناء.

## الميزانية والإيرادات
بلغت ميزانية الفيلم 60 مليون دولار، وجمع الفيلم 101,134,059 $ في شباك التذاكر العالمي.

## الاستقبال النقدي
تلقی الفيلم مراجعات فوق المتوسطة، فحصل علی معدل 60% علی موقع الطماطم الفاسدة بناء علی 160 مراجعة، فيم حصل علی متوسط 55% من موقع ميتاكريتيك بناء علی علی 43 مراجعة..

## طاقم العمل
- جينيفر لورانس بدور جوي
- روبرت دي نيرو بدور رودي (والد جوي)
- برادلي كوبر بدور نيل ووكر
- إدغار راميرز بدور توني
- ديان ليد بدور ميمي
- فيرجينيا مادسن بدور تيري
- إيسابيلا روسوليني بدور تريدي[5]

## الجوائز والترشيحات
| الجائزة                               | الفئة                               | المستلم (ين)                                         | النتيجة |
| ------------------------------------- | ----------------------------------- | ---------------------------------------------------- | ------- |
| جوائز الرابطة السنوية لأفلام البالغين | أفضل فيلم                           | Joy                                                  | رُشِّح     |
| جوائز الرابطة السنوية لأفلام البالغين | أفضل فيلم كوميدي                    | Joy                                                  | رُشِّح     |
| جوائز الرابطة السنوية لأفلام البالغين | أفضل ممثلة مساعدة                   | ديان ليد                                             | فوز     |
| جوائز الرابطة السنوية لأفلام البالغين | أفضل ممثل مساعد                     | روبيرت دي نيرو                                       | رُشِّح     |
| جوائز الرابطة السنوية لأفلام البالغين | أفضل سيناريو                        | ديفيد أو. راسل                                       | فوز     |
| جوائز الرابطة السنوية لأفلام البالغين | أفضل مخرج                           | ديفيد أو. راسل                                       | رُشِّح     |
| جوائز الأوسكار                        | جائزة الأوسكار لأفضل ممثلة          | جينيفر لورنس                                         | رُشِّح     |
| جوائز محرري السينما الأمريكية         | أفضل فيلم كوميدي أو موسيقي          | آلان بومجارتن، جاي كاسيدي، توم كروس وكريستوفر تالفسن | رُشِّح     |
| جوائز نقابة المخرجين                  | فيلم العصر                          | جودي باكر                                            | رُشِّح     |
| جائزة غولدن غلوب                      | أفضل فيلم موسيقي أم كوميدي          | Joy                                                  | رُشِّح     |
| جائزة غولدن غلوب                      | أفضل ممثلة في فيلم موسيقي أو كوميدي | جينيفر لورنس                                         | فوز     |

## وصلات خارجية
الموقع الرسمي

- مقالات تستعمل روابط فنية بلا صلة مع ويكي بيانات

لا توجد روابط لمواقع التواصل الاجتماعي.